# Green Onions
Az 1965-ös Green Onions a Booker T. & the M.G.'s debütáló nagylemeze. A Billboard Pop Albums listán a 33. helyet érte el. A címadó kislemez hatalmas siker volt világszerte, zenészek tucatjai dolgozták fel. Az album kizárólag instrumentális dalokat tartalmaz és Steve Cropper egy Fender Telecasteren játszik rajta. Az album szerepel az 1001 lemez, amit hallanod kell, mielőtt meghalsz című könyvben.

## Az album dalai
| 1. | Green Onions    | Steve Cropper, Booker T. Jones, Lewie Steinberg, Al Jackson, Jr | 2:45 |
| 2. | Rinky Dink      | David Clowney, Paul Winley                                      | 2:39 |
| 3. | I Got a Woman   | Ray Charles, Renald Richard                                     | 3:32 |
| 4. | Mo' Onions      | Cropper, Jackson, Jones, Steinberg                              | 2:50 |
| 5. | Twist and Shout | Phil Medley, Bert Berns                                         | 2:09 |
| 6. | Behave Yourself | Cropper, Jackson, Jones, Steinberg                              | 3:45 |

| 1. | Stranger on the Shore      | Acker Bilk, Robert Mellin            | 2:18 |
| 2. | Lonely Avenue              | Doc Pomus                            | 3:25 |
| 3. | One Who Really Loves You   | Smokey Robinson                      | 2:22 |
| 4. | You Can't Sit Down         | Dee Clark, Kal Mann, Cornell Muldrow | 2:46 |
| 5. | A Woman, a Lover, a Friend | Sidney Wyche                         | 3:15 |
| 6. | Comin' Home Baby           | Bob Dorough, Ben Tucker              | 3:09 |

## Helyezések
| Cím          | Lista (1966)               | Helyezés |
| ------------ | -------------------------- | -------- |
| Green Onions | U.S. Pop Album Chart       | 33       |
| Green Onions | U.S. Billboard Hot 100     | 3        |
| Green Onions | U.S. Billboard R&B Singles | 1        |
| Mo' Onions   | U.S. Billboard Hot 100     | 97       |
| Mo' Onions   | U.S. Billboard R&B Singles | 97       |

## Közreműködők
- Steve Cropper – gitár
- Booker T. Jones – orgona, basszusgitár, gitár, billentyűs hangszerek
- Lewie Steinberg – nagybőgő
- Al Jackson, Jr. – dobok